# Пасифаја (сателит)
Пасифаја је четрнаести, познати, јупитеров сателит. По грчкој митологији Пасифаја је била Миносова жена и мајка Минотаура. Овај сателит је открио Филибер Жак Мелот 1908. године. Ананка, Карме, Пасифаја и Синопа имају орбите под углом према Јупитеровом екватору (око 150 степени). Пречник овог сателита је 50 km, а удаљеност од Јупитера је 23.500.000 km.